# Brongniartia revoluta
Brongniartia revoluta är en ärtväxtart som beskrevs av Joseph Nelson Rose. Brongniartia revoluta ingår i släktet Brongniartia och familjen ärtväxter. Inga underarter finns listade i Catalogue of Life.